# Péronisme orthodoxe
Le terme péronisme orthodoxe, ou orthodoxie péroniste, est utilisé en Argentine pour désigner un courant au sein du péronisme regroupant les secteurs qui prônaient une adhésion totale aux politiques établies par le tandem gouvernemental Juan Domingo Perón / María Estela Martínez de Perón, et rejetaient catégoriquement le péronisme révolutionnaire. Cette doctrine était adoptée par un éventail politique allant des simples centristes à l'antimarxisme radical et aux antisémites de l'extrême droite lopez-réguiste. Le péronisme orthodoxe est généralement inclus, mais à tort, dans la droite péroniste, au motif qu'il n'était pas conforme à l'ensemble du droit justicialiste national. Il est plus d’une fois entré en conflit avec la Tendencia Revolucionaria Peronista (courant opposé dans le mouvement péroniste), comme le démontre le massacre d'Ezeiza.

## Origine de la dénomination
À l'origine, le terme d'orthodoxie a servi de coup d’épaule, pendant les années de la résistance péroniste, aux secteurs du péronisme les plus intransigeants et les plus réticents à accepter tout type d'accord avec le gouvernement. Ils se caractérisent même par leur rejet des aspects néo-péronistes , vandoristes ou conciliateurs qui ont commencé à émerger dans le mouvement dans les années soixante. Dans la décennie suivante, avec le retour de Perón à la république et le virage notable vers la droite du gouvernement, il a commencé à englober les secteurs qui, faisant appel à la verticalité, cherchaient à éviter tout rapprochement avec le soi-disant marxisme ou La gauche péroniste. Les péronistes orthodoxes sont devenus ceux qui, justifiant leur loyauté envers Perón et sa femme (Estela Martínez de Peron), ont soutenu la «patrie péroniste» contre la «patrie socialiste» prônée par l'aile gauche du mouvement.

## Idéologie
Les principaux postulats idéologiques auxquels adhéraient les partisans du péronisme orthodoxe s’énoncent comme suit:
- adhésion totale ou forte aux gouvernements de Juan D. Perón et María E. Martínez de Perón à partir de 1973.
- opposition aux secteurs les plus jeunes et combatifs du péronisme identifiés comme « la tendance » et la « patrie socialiste », les considérant en dehors du mouvement péroniste.
- réaffirmation de la tierce position, s'écartant à la fois des États-Unis et de l'URSS.

Différents analystes politiques et historiens s'accordent à le placer à droite et à l'extrême droite . Bien qu'ils soulignent qu'il ne faut pas tomber dans l'erreur de les classer simplement dans le spectre politique de la droite et de l'extrême droite, car tous n'ont pas sympathisé avec des aspects de la droite nationaliste et conservatrice, puisqu'ils voulaient simplement se distancer des postulats idéologiques de la Tendencia Revolucionaria. Dans le même temps, il faut tenir compte du fait que le secteur le plus extrémiste Comme déjà mentionné ci-dessus n'a jamais accepté la qualification elle-même de droite, mais s'est plutôt appelé de Troisième position.

## Actualité
Actuellement, plusieurs politiciens considèrent le péronisme fédéral comme le successeur informel de la politique orthodoxe. Certains sont présents dans la coalition d'opposition au gouvernement Frente de Todos. Si l'on se réfère spécifiquement au péronisme orthodoxe, il y a très peu d'organisations qui s'identifient à ce processus historique et idéologique. Un exemple clair pourrait être le Parti pour la Dignité du peuple (Partido por la Dignidad del Pueblo) ou le parti Segunda República,.